# 메이저 리그 베이스볼 일정
메이저 리그 베이스볼 일정은 시즌단위로 한 시즌은 개막전부터 시작해서 9월 마지막 일요일 또는 10월 첫 번째 토요일까지 치러진다. 해외 경기 한두개가 특별히 미국, 캐나다 이외에서 치러지기도 한다. 메이저 리그는 여름 시간이 실시되는 동안도 경기가 치러지고, 실시되지 않는 동안도 치러지는 특이한 점을 가지고 있다. 현재 한팀당 162경기가 정규 시즌에 치러지고 포스트시즌에는 최대 20경기까지 치를 수 있다.

## 일정

### 내셔널리그
| 시작 년도 | 전체 경기수 | 일정 |
| --------- | ----------- | --- |
| 1876      | 70 경기     | 10 경기 × 7 상대팀                                                                                           |
| 1877      | 60 경기     | 12 경기 × 5 상대팀                                                                                           |
| 1879      | 84 경기     | 12 경기 × 7 상대팀                                                                                           |
| 1883      | 98 경기     | 14 경기 × 7 상대팀                                                                                           |
| 1884      | 112 경기    | 16 경기 × 7 상대팀                                                                                           |
| 1886      | 126 경기    | 18 경기 × 7 상대팀                                                                                           |
| 1888      | 140 경기    | 20 경기 × 7 상대팀                                                                                           |
| 1892      | 154 경기    | 14 경기 × 11 상대팀                                                                                          |
| 1893      | 132 경기    | 12 경기 × 11 상대팀                                                                                          |
| 1898      | 154 경기    | 14 경기 × 11 상대팀                                                                                          |
| 1900      | 140 경기    | 20 경기 × 7 상대팀                                                                                           |
| 1904      | 154 경기    | 22 경기 × 7 상대팀                                                                                           |
| 1919      | 140 경기    | 20 경기 × 7 상대팀                                                                                           |
| 1920      | 154 경기    | 22 경기 × 7 상대팀                                                                                           |
| 1962      | 162 경기    | 18 경기 × 9 상대팀                                                                                           |
| 1969      | 162 경기    | 18 경기 × 5 같은 지구의 상대팀 , 12 × 6 다른 지구의 상대팀                                                   |
| 1993      | 162 경기    | 확장 - AL 1979-1993와 같다.                                                                                  |
| 1994      | 162 경기    | 리그가 3개 지구로 쪼개졌다.                                                                                  |
| 1997      | 162 경기    | 인터리그가 도입되어 팀에 따라 일정이 다양했다.                                                               |
| 1998      | 162 경기    | 팀에 따라 일정이 다양했다.                                                                                   |
| 2013      | 162 경기    | 19 경기 × 4개의 자기 지구 상대팀 (76 경기), 6 or 7 경기 × 10 다른 지구의 상대팀(66 경기), 20개 인터리그 경기 |

### 아메리칸리그
| 시작 년도 | 전체 경기수 | 일정 |
| --------- | ----------- | --- |
| 1901      | 140 경기    | 20 경기 × 7 상대팀                                                                                           |
| 1904      | 154 경기    | 22 경기 × 7 상대팀                                                                                           |
| 1919      | 140 경기    | 20 경기 × 7 상대팀                                                                                           |
| 1920      | 154 경기    | 22 경기 × 7 상대팀                                                                                           |
| 1961      | 162 경기    | 18 경기 × 9 상대팀                                                                                           |
| 1969      | 162 경기    | 18 경기 × 5개 자기 지구 상대팀 , 12 × 6 다른 지구 상대팀                                                     |
| 1977      | 162 경기    | 15 경기 × 6 자기 지구 상대팀 , 10 or 11 × 7 상대팀 다른 지구 상대팀                                          |
| 1979      | 162 경기    | 13 경기 × 6 자기 지구 상대팀 , 12 경기 × 7 상대팀 다른 지구 상대팀                                           |
| 1994      | 162 경기    | 리그가 3개 지구로 쪼개졌다.                                                                                  |
| 1997      | 162 경기    | 인터리그가 도입되어 팀에 따라 일정이 다양했다.                                                               |
| 1998      | 162 경기    | 팀에 따라 일정이 다양했다.                                                                                   |
| 2013      | 162 경기    | 19 경기 × 4개의 자기 지구 상대팀 (76 경기), 6 or 7 경기 × 10 다른 지구의 상대팀(66 경기), 20개 인터리그 경기 |